# 吉他狂想曲
《吉他狂想曲》（英語：Tenacious D in The Pick of Destiny）是一部2006年的美国音乐奇幻喜剧电影，讲述了喜剧摇滚二人组頑強的D的故事。电影由頑强的D成员傑克·布萊克和凯尔·盖斯编剧、制作并主演，导演及共同编剧为音乐家兼木偶师利亚姆·林奇。尽管电影讲述的是一个真实的乐队，但它实际上是在讲述与该乐队的起源有关的一个虚构故事，讲述了他们寻找属于撒但的神奇吉他拨片的旅程，使用这个拨片的人可以成为摇滚传奇。
这部电影于2006年11月22日上映，但票房表现失利，也被认为是一部邪门经典。该电影的原声带作为頑强的D乐队的第二张录音室专辑于2006年发布。